# Departamento Río Chico (Tucumán)
Das Departamento Río Chico liegt im Südwesten der Provinz Tucumán im Nordwesten Argentiniens und ist eine von 17 Verwaltungseinheiten der Provinz.
Es grenzt im Norden an das Departamento Chicligasta, im Osten an das Departamento Simoca, im Süden an das Departamento Juan Bautista Alberdi und im Westen an die Provinz Catamarca.
Die Hauptstadt und urbanes Zentrum des Departamento ist Aguilares.

## Städte und Gemeinden
Das Departamento Río Chico (Tucumán) ist in folgende Gemeinden unterteilt:
- Aguilares
- El Polear
- Los Sarmientos y La Tipa
- Monte Bello
- Santa Ana

Burruyacú |
Capital |
Chicligasta |
Cruz Alta |
Famaillá |
Graneros |
Juan Bautista Alberdi |
La Cocha |
Leales |
Lules |
Monteros |
Río Chico |
Simoca |
Tafí del Valle |
Tafí Viejo |
Trancas |
Yerba Buena
Koordinaten: 27° 30′ S, 65° 36′ W